# Quaker Oats

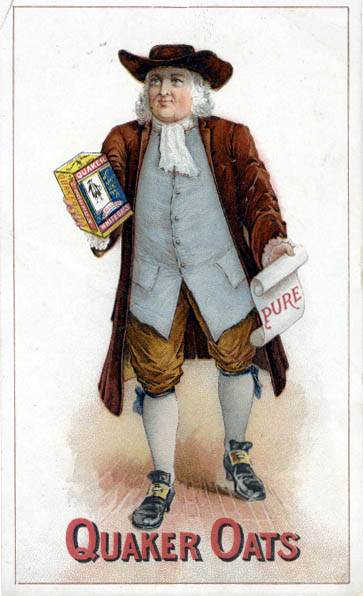

Die Quaker Oats Company ist ein traditionsreiches US-amerikanisches Lebensmittelunternehmen mit Sitz in Chicago, das seit 2001 zu PepsiCo gehört.
Quaker Oats wurde 1901 in Ohio durch den Zusammenschluss von vier Hafermühlen gegründet, deren älteste, German Mills American Cereal Company, auf das Jahr 1850 zurückgeht. Eine andere, Quaker Mill, hatte ein Quäker 1877 markenrechtlich schützen lassen, aber nie Verbindungen zum religiösen Quäkertum gehabt. Man wählte den Namen nur, weil Quäker einen guten Ruf hatten und als ehrlich galten. Das bekannte Logo stellt den Pennsylvania-Gründer William Penn dar und wurde 1969 von Saul Bass kreiert. Neben den Frühstücksflocken sind unter anderem Cap'n Crunch, der 1983 gekaufte Isodrink Gatorade (75 % Marktanteil in den USA) und die Müsliriegel Chewy Granola Bars bekannte Marken.
Von 1969 bis 1991 besaß der Konzern den Spielzeughersteller Fisher-Price, 1994 bis 1997 die in den USA bekannte Getränkefirma Snapple, verkaufte sie dann mit starkem Verlust.
Im Jahr 2011 gründete PepsiCo ein Gemeinschaftsunternehmen von Quaker Oats mit dem Milchkonzern Unternehmensgruppe Theo Müller namens Muller Quaker Dairy. PepsiCo beabsichtigte damit angesichts rückläufiger Nachfrage nach Süßgetränken eine Diversifizierung seines Produktspektrums, Müller den Einstieg in den amerikanischen Markt. 2013 nahm man in Batavia (City, New York) ein Joghurtwerk in Betrieb. Ende 2015 wurde das Joint-Venture wegen zu niedriger Umsätze aufgelöst, das Joghurtwerk an Dairy Farmers of America verkauft.